# 銀帶美洲鱥
銀帶美洲鱥（學名：Notropis shumardi）為輻鰭魚綱鯉形目雅羅魚科的其中一種，分布於北美洲美國密蘇里河至密西西比河流域，本魚呈長橢圓形且側扁，眼大、口近下位，體長可達10公分，棲息在沙石底質、水質混濁的溪流，生活習性不明。